# 快活谷 (電視劇)
《快活谷》，香港亞洲電視及英皇電影集團的合拍劇集。全劇共60集，是英皇電視部的唯一作品，全實景拍攝。

## 演員表

### 主要演員
- 姜大衛 飾 丁　寧（郎橋丈夫；丁香哥哥；丁偉父親）
- 張同祖 飾 鄭　重（鄭光明父親；於第5集病逝）
- 恬　妞 飾 郎　橋（丁寧妻子；丁偉母親）
- 孫佳君 飾 丁　香（丁寧妹妹）
- 吳華生 飾 丁　偉（丁寧、郎橋之子）
- 徐二牛 飾 丁　培（丁寧父親）
- 苗金鳳 飾 馬　利（丁寧母親）
- 劉錫明 飾 鄭光明（鄭重兒子；餅妹男友）
- 繆非臨 飾 王舒淇
- Maria Cordero 飾 紅豆冰
- 馮耀宗 飾 寶　健
- 張學潤 飾 方黃吉
- 朱燕珍 飾 林精霞
- 林子博 飾 浩　男
- 黎思嘉 飾 梁　餅（暱稱：餅妹；鄭光明女友）
- 黃一飛 飾 唐　官
- 蔡國威 飾 吴　標
- 高菲菲 飾 樂高高

### 其他演員
- 鄭月明 飾 陸　寶（第2集）
- 戴偉光 飾 程　介
- 劉少君 飾 李唱人
- 王海妮 飾 唐　棠
- Clement Cheng 飾 情
- Derek Kwok 飾 業
- 施　明 飾 江小魚
- 李耀敬 飾 陳志摩
- 翟佩雲 飾 來
- 姚兆宗 飾 細佬祥
- 許　芬 飾 艷　芳
- 宗　揚 飾 CK
- 林　偉 飾 葉榮添
- 胡越山 飾 張子力
- 八兩金 飾 小　龍
- 張立基 飾 張立基（第42集）
- 葉尚華 飾 旭　祥
- 薛純基 飾 炳
- 陳國權 飾 基
- 楊得時 飾 Simon